# Thomas Foley (1er baron Foley, 1716-1777)
Pour les articles homonymes, voir Thomas Foley et Foley.
Thomas Foley (8 août 1716 - 18 novembre 1777), est un propriétaire britannique et un homme politique.

## Biographie

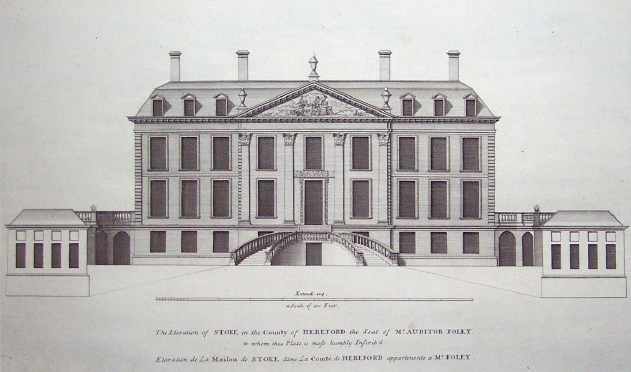
Stoke Edith

Il est le fils de Thomas Foley (1695-1749), député et de son épouse Hester (née Andrews). Il fait ses études à la Westminster School (1724-1732) et au Trinity College de Cambridge (à partir de 1732).
Il succède à son père en 1749 et hérite du domaine Stoke Edith dans le Herefordshire. Il est également le cousin, homonyme et héritier de Thomas Foley (2e baron Foley, 1703-1766) (titre éteint à la mort de ce dernier en 1766), héritant ainsi de Witley Court et du vaste domaine de Great Witley. Cela comprenait des forges à Wilden et à Shelsley Walsh, louées à la fin de sa vie.

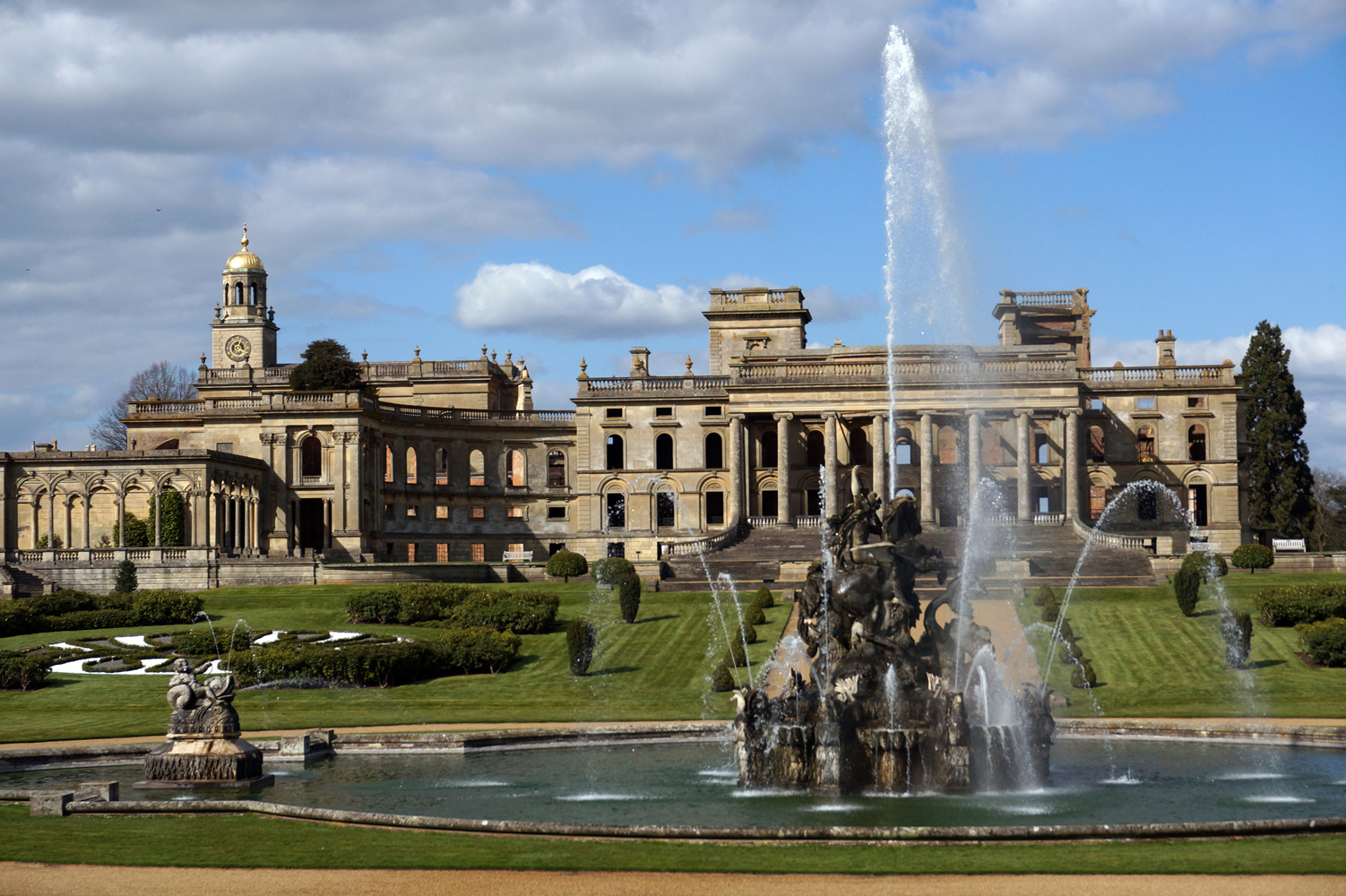
Witley Court

Il est élu à la Chambre des communes pour Droitwich en 1741, circonscription qu'il représente jusqu'en 1746, puis de 1754 à 1768, puis élu de 1768 à 1776 pour représenter le Herefordshire. Il est élevé à la pairie en tant que baron Foley de Kidderminster dans le comté de Worcester.

## Famille
Lord Foley épouse l'hon. Grace (décédée en 1769), fille de George Granville, premier baron de Lansdowne en 1740. Ils ont sept enfants :
- Thomas Foley (2e baron Foley) (1742-1793), qui hérite du domaine de Great Witley
- Grace Foley (1er janvier 1743 - 9 janvier 1813), épouse James Hamilton (2e comte de Clanbrassil), le 21 mai 1774
- Edward Foley (1747-1803), qui hérite de Stoke Edith
- Andrew Foley (député) (c. 1748–1816), qui hérite du domaine de Newent
- Anne Foley (décédée le 9 décembre 1794), épouse Sir Edward Winnington le 12 septembre 1776
- Elizabeth Foley (avant 1769 - 13 octobre 1776)
- Mary Foley (décédée en décembre 1844), mariée à Richard Clerk

Il décède en novembre 1777, à l'âge de 61 ans. Son fils aîné, Thomas, lui succède dans la baronnie.